# Ophiomyia parva
Ophiomyia parva este o specie de muște din genul Ophiomyia, familia Agromyzidae, descrisă de Spencer în anul 1986.
Este endemică în New Mexico. Conform Catalogue of Life specia Ophiomyia parva nu are subspecii cunoscute.